# Schlaf wohl, du Himmelsknabe du
Schlaf wohl, du Himmelsknabe du ("Dormi bene, bambin del Cielo") è un tradizionale canto natalizio tedesco, il cui testo è stato scritto nel 1786 sotto forma di poesia (intitolata Der Hirten Lied am Kripplein) da Christian Friedrich Daniel Schubart (1739-1781). Il testo è stato accompagnato da varie melodie: tra le più comuni; figurano quella composta nel 1810 da  Carl Neuner (1778-1830) e quella composta nel 1895 da Heinrich Reimann.

## Testo
Il testo parla di eventi relativi alla nascita di Gesù:
Schlaf wohl, du Himmelsknabe du,

Schlaf wohl, du süßes Kind!

Dich fächeln Engelein in Ruh

Mit sanftem Himmelswind,

Wir arme Hirten singen dir

Ein herzigs Wiegenliedlein für.

Schlafe!

Himmelssöhnchen schlafe!

Maria hat mit Mutterblick

Dich leise zugedeckt;

Und Joseph hält den Hauch zurück,

Daß er dich nicht erweckt.

Die Schäflein, die im Stalle sind,

Verstummen vor dir Himmelskind.

Schlafe!

Himmelssöhnchen, schlafe!

[...]

## Versioni
Tra gli artisti che hanno inciso una versione del brano, figurano (in ordine alfabetico):
- Der Bielefelder Kinderchor (in: Lieder zur Winter- und Weihnachtszeit, 1975[4]
- Comedian Harmonists (singolo del 1932[5]
- Nana Mouskouri (in: Nana Mouskouri singt die schönsten deutschen Weihnachtslieder, 1976[6]
- Hermann Prey (in: Weihnachten mit Hermann Prey[7]
- Die Regensburger Domspatzen (in: Die Regensburger Domspatzen singen Weihnachtslieder, 1963[8])
- Anneliese Rothenberger (in: Weltstars singen Weihnachtslieder[9]
- Peter Schreier (in: Peter Schreier singt Weihnachtslieder[10] e in: Leise rieselt der Schnee[11] del 1975)